# Lucifer's Friend
Lucifer's Friend é uma banda alemã de hard rock que também incorporou frequentemente elementos do jazz e do pop em suas composições. Apesar da origem alemã e da vertente progressiva, não são classificados como integrantes da cena Krautrock.

## História
O britânico John Lawton era vocalista da banda Stonewall, enquanto Peter Hecht, Dieter Horns, Peter Hesslein e Joachim Reitenbach eram membros da banda German Bonds. Os cinco músicos reuniram-se para gravar um álbum sob o nome Asterix em 1970, e mudaram posteriormente seu nome para Lucifer's Friend. Outro grupo chamado Pink Mice era um projeto paralelo dos membros da banda de 1971 exceto por Lawton. Os primeiros álbuns foram lançados pela Vertigo Records na Europa, mas nos Estados Unidos foram lançados por uma série de pequenas gravadoras independentes (como a Billingsgate, Janus e Passport), geralmente um ano ou mais após o lançamento na Europa. Apesar das aparições na mídia e a presença de fãs, eram difícil encontrar os álbuns da banda. A banda assinou com a Elektra Records no final dos anos 1970, lançando três álbuns com um som pop mais comercial, mas para surpresa tais álbuns tiveram menos sucesso que os anteriores.
A banda alterava seu estilo musical e influências em cada álbum. O álbum homônimo de estréia, lançado em 1970, possuia letras obscuras, guitarra pesada e um estilo de órgão influenciado por Led Zeppelin e Black Sabbath. É considerado por muitos fãs como um dos inícios do heavy metal, ao lado do álbum Paranoid da banda também britânica Black Sabbath. O segundo álbum, Where the Groupies Killed the Blues, tomou um caminho totalmente diferente, sendo mais experimental no rock progressivo e rock psicadélico, composto em sua maioria por John O'Brien Docker. O terceiro, I'm Just a Rock & Roll Singer, mostrou nova mudança de direção, com um estilo de rock popularizado por bandas como Grand Funk Railroad, com temas como a vida na estrada. Banquet apresentou composições baseadas no jazz fusion. Os primeiros quatro álbuns foram conceituais.
Mind Exploding estabeleceu um padrão em tentar combinar o jazz de Banquet com o rock de garagem de Rock & Roll Singer, mas não foi tão bem recebido quanto os anteriores. O vocalista John Lawton deixou a banda em 1976 para juntar-se ao Uriah Heep, mas retornou em 1981 no álbum Mean Machine. Nos dois álbuns sem Lawton a banda tomou um caminho mais comercial, como mostrado em Good Time Warrior (1978) e Sneak Me In (1980), já com o novo vocalista, Mike Starrs.
O álbum solo de John Lawton pela RCA Records Heartbreak (1980), era bastante parecido com o som do Lucifer's Friend em todos os aspectos, com a formação de Sneak Me In participando como músicos convidados do projeto. A retorna oficial de Lawton em Mean Machine levou a banda novamente ao heavy metal, desta vez ao estilo de bandas como Foreigner e Bad Company. Terminaram oficialmente em 1982, mas acabaram retornando no início da década de 1990 para lançar o álbum Sumo Grip. Em 2014, os integrantes John Lawton, Dieter Horns e Peter Hesslein se juntaram para voltar as atividades com a banda na formação original, mas no lugar de Peter Hecht e Joachim Rietenback, foram substituídos por Stephan Eggert e Jogi Wichmann. Já em 2015, a banda lança a coletânea Awakening que conta com 4 músicas inéditas, sendo o primeiro trabalho da banda depois do disco Mean Machine de 1981, e o primeiro a ser lançado pela gravadora própria, a Lucifer´s Records. Com esse resultado, a banda lançaria depois os discos Live @ Sweden Rock em 2016, Too Late To Hate em 2017, e Black Moon em 2019.

## Integrantes (Formação Atual)
- John Lawton (1970-1976, 1981-1982, 1994, 2014 - presente)
- Dieter Horns (1970-1982, 1994, 2014 - presente)
- Peter Hesslein (1970-1982, 1994, 2014 - presente)
- Stephan Eggert (2014 - presente)
- Jogi Wichmann (1994, 2014 - presente)

## Discografia

### Álbuns do Lucifer's Friend
- Lucifer's Friend (1970)
- Where the Groupies Killed the Blues (1972)
- I'm Just a Rock & Roll Singer (1973)
- Banquet (1974)
- Mind Exploding (1976)
- Good Time Warrior (1978)
- Sneak Me In (1980)
- Mean Machine (1981)
- Sumo Grip (1994)
- Awakening (2015)
- Live @ Sweden Rock (2016)
- Too Late To Hate (2017)
- Black Moon (2019)

### Projetos relacionados
- Asterix (da banda Asterix, 1970)
- In Action (da banda Pink Mice, 1971)
- In Synthesized Sound (da banda Pink Mice, 1971)

### Projetos paralelos
- Heartbeat (RCA Records, trabalho solo de John Lawton, 1980)